# Matthew Spiranovic
Matthew Thomas Spiranovic (ur. 27 czerwca 1988 w Geelong) – australijski piłkarz chorwackiego pochodzenia występujący najczęściej na pozycji środkowego obrońcy.

## Kariera klubowa
Matthew Spiranovic jako junior trenował w North Geelong Warriors i Keilor Park, po czym grał w młodzieżowej drużynie Melbourne Knights. Od 2004 do 2006 roku był członkiem Instytutu Sportu w stanie Wiktoria, a od 2006 do 2007 roku był członkiem Australian Institute of Sport.
Zawodową karierę Spiranovic rozpoczynał jednak w niemieckiej drużynie 1. FC Nürnberg. W Bundeslidze zadebiutował 30 stycznia 2007 roku w zremisowanym 0:0 meczu z Borussią Mönchengladbach, kiedy to w 92. minucie zmienił Marka Nikla. Pierwszy mecz w podstawowym składzie rozegrał 2 lutego, a klub z Norymbergi pokonał na własnym boisku Bayern Monachium 3:0. Przez cały sezon Spiranovic wziął udział w 8 ligowych pojedynkach, razem z zespołem zajął w tabeli Bundesligi 6. miejsce oraz wywalczył Puchar Niemiec. W rozgrywkach 2008/2009 FC Nürnberg w końcowej tabeli Bundesligi uplasowało się na 16. pozycji i spadło do drugiej ligi, a Spiranovic zanotował 7 występów.
7 stycznia 2010 roku Australijczyk został wypożyczony na rok do japońskiego zespołu Urawa Red Diamonds. 11 grudnia 2010 został kupiony przez japoński klub W latach 2012–2013 grał w Al-Arabi SC, a w latach 2013–2015 w Western Sydney Wanderers. W 2015 przeszedł do chińskiego Hangzhou Greentown, a w 2018 został graczem Perth Glory.

## Kariera reprezentacyjna
Spiranovic ma za sobą występy w młodzieżowych reprezentacjach Australii. Grywał w drużynach u-17, u-20 i u-23, dla których łącznie rozegrał 39 meczów i strzelił 1 gola. Brał między innymi udział w Mistrzostwach Świata U-17 2005 oraz Młodzieżowych Mistrzostwach Azji 2006.
Ze względu na swoje pochodzenie Spiranovic miał możliwość gry w seniorskich drużynach narodowych Australii, Anglii i Chorwacji. 4 kwietnia 2007 roku zdecydował, że będzie bronić barw pierwszego z tych krajów.
W seniorskiej kadrze reprezentacji Australii Spiranovic zadebiutował 23 maja 2008 roku w wygranym 1:0 towarzyskim meczu z Ghaną. Następnie znalazł się w szerokiej kadrze „Socceroos” powołanej na obóz przed Igrzyska Olimpijskie w Pekinie i ostatecznie pojechał do Azji. Z turnieju piłkarskiego podopieczni Grahama Arnolda odpadli już jednak w rundzie grupowej. W 2009 roku razem z reprezentacją swojego kraju Spiranovic awansował do Mistrzostw Świata w RPA.